# Jirō Ono
Jirō Ono (小野 二郎, Ono Jirō), né le 27 octobre 1925, est un cuisinier japonais considéré comme un des meilleurs maîtres sushi au monde.

## Parcours
Jirō Ono est le premier maître sushi à avoir obtenu « 3 étoiles » au guide Michelin pour son restaurant le Sukiyabashi Jirō situé dans le quartier de Ginza à Tokyo.
Le réalisateur David Gelb lui a consacré un documentaire en 2011 : Jiro Dreams of Sushi (en). Le chef français Joël Robuchon a avoué que le Sukiyabashi Jiro était l'un de ses restaurants préférés dans le monde.[réf. souhaitée]
L'un de ses disciples est Hachirō Mizutani, chef « 3 étoiles » du Sushi Mizutani.[réf. nécessaire]